# تونگ ون
تونگ ون (چینی: 佟文؛ زادهٔ ۱ فوریهٔ ۱۹۸۳) جودوکار اهل چین است.